# MS P&O Pioneer
Le MS P&O Pioneer est un ferry transmanche de type  RoRo ayant été livré en avril 2023. Il est le premier de sa catégorie commandée par la compagnie P&O Ferries pour servir sur la ligne maritime Calais - Douvres. Il sera suivi par le P&O Liberte.

## Conception
À la différence des ferrys exploités actuellement sur le détroit, l'architecture du Pioneer a été complètement revue. À la place d'une proue et d'une poupe, comme jusqu'à présent pour la plus grande partie des navires, le Pioneer sera doté d'une double-proue et d'une double-passerelle de commandes. Bien que les ferrys de ce types, ne soient pas nouveaux (ferry de classe côtière de BC Ferry et les Staten Island Ferry), le Pioneer sera le premier ferry à double proues à être utilisé sur la Manche, et le premier de par sa taille. D'après P&O, cela permettra d'économiser dix minutes par escale, et une tonne de fuel sur les sept utilisées, car il ne sera plus nécessaire au navire d'éviter au moment de son arrivée ou de son départ, d'un poste de débarquement, que ce soit au port de Calais ou celui de Douvres. Il sera également sur la Manche le tout premier navire à utiliser une propulsion azipode diesel-électrique, avec quatre azipodes montés aux quatre coins de la coque du navire, ce qui lui permettra de pivoter à 360 degrés. Le ferry sera également équipé de 8,8 MWh de batteries, lui permettant un départ de Calais ou de Douvres sans utiliser ses moteurs diesel. Dans un avenir proche et lorsque les infrastructures à quais seront disponibles, il pourra se convertir en propulsion électrique. Ces navires à double-proue auront une capacité maximale de 1 800 passagers, soit une capacité totale de 3 658 mètres, légèrement différente des chiffres indiqués par P&O Ferries dans leur communiqué de presse, qui était de 1 500 passagers et 2800 mètres linéaires de garages pour le fret sur deux ponts principaux et pouvant accueillir 200 voitures sur le pont supérieur.

## Historique
La commande de ces navires ont été annoncés pour la première fois en septembre 2019 dans un communiqué de presse de P&O .

## Aménagements
- Ponts extérieurs pour observer les falaises de Douvres et la Côte d'Opale.
- Vue panoramique depuis le centre du navire.

## Voir aussi

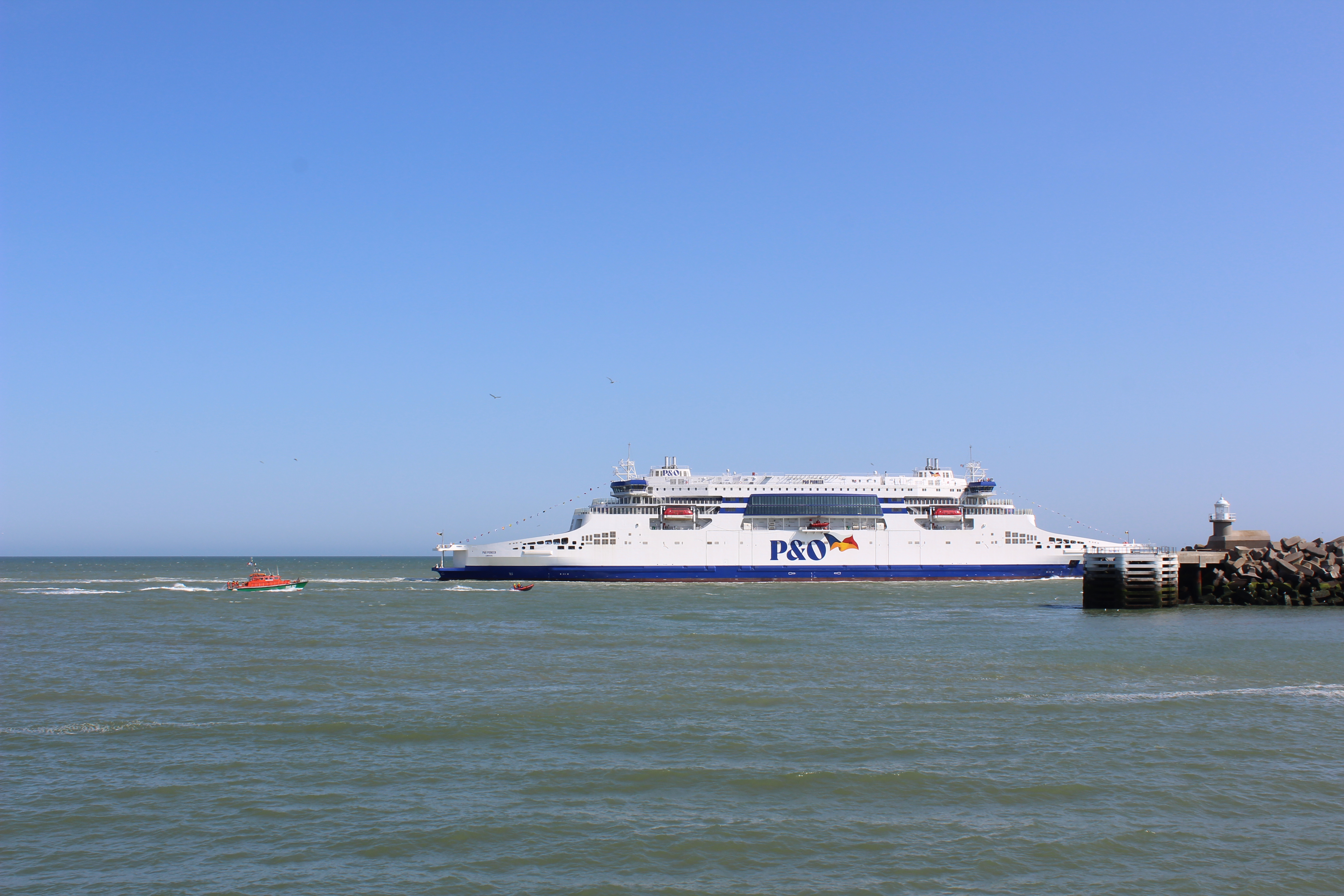
Première journée de test pour le P&O Pioneer, sur les 3 postes (P12, P10 et P11) au nouveau Port de Calais, le 4 juin 2023.
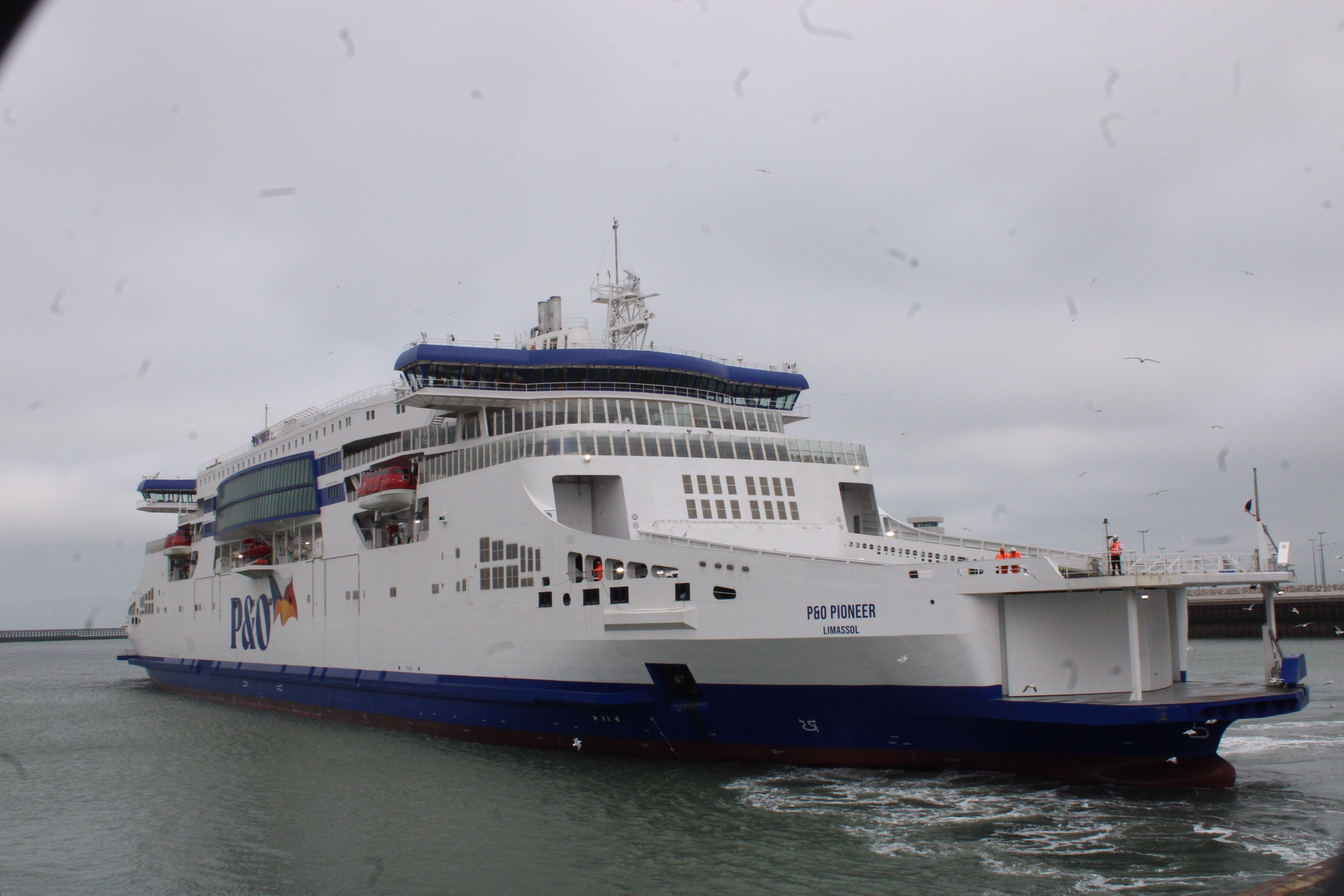
Seconde journée de test pour le P&O Pioneer, sur les 3 postes (P9, P8 et P7) à l'ancien Port de Calais, le 7 juin 2023.